# Closterocerus longiventris
Closterocerus longiventris är en stekelart som först beskrevs av Askew 1979.  Closterocerus longiventris ingår i släktet Closterocerus, och familjen finglanssteklar. Arten är reproducerande i Sverige.